# إيفان ألفاريز
إيفان ألفاريز (بالإسبانية: Iván Álvarez)‏ (20 يناير 1980 بكوريكو في تشيلي - ) هو مدرب كرة قدم ولاعب كرة قدم تشيلي في مركز الهجوم. لعب مع سانتياغو واندررز ونادي أونيفرسيداد كاتوليكا ونادي بالستينو ونادي خورخي ويلسترمان وديبورتيس ميليبيلا ونادي كونسيبسيون ‏ وبويرتو مونت ‏ وDeportes Temuco ‏ ونادي كوبريلوا ورينجرز دي تالكا.

## وصلات خارجية
- إيفان ألفاريز على موقع Soccerway.com (الإنجليزية)